# Rivière de l'Achigan
Rivière de l'Achigan är ett vattendrag i Kanada.   Det ligger i provinsen Québec, i den sydöstra delen av landet, 180 km öster om huvudstaden Ottawa.
I omgivningarna runt Rivière de l'Achigan växer i huvudsak blandskog. Runt Rivière de l'Achigan är det ganska tätbefolkat, med 108 invånare per kvadratkilometer.